# إيبيفانيو غارسيا
إيبيفانيو غارسيا (بالإسبانية: Epifanio García)‏ هو لاعب كرة قدم أرجنتيني في مركز الهجوم، ولد في 2 يوليو 1992 في أسونسيون في باراغواي. لعب مع سيرو بورتينيو.

## وصلات خارجية
- إيبيفانيو غارسيا على موقع قاعدة بيانات كرة القدم.إي يو (الإنجليزية)
- إيبيفانيو غارسيا على موقع Soccerway.com (الإنجليزية)
- إيبيفانيو غارسيا على موقع عالم كرة القدم.نت (الإنجليزية)
- إيبيفانيو غارسيا على موقع AS.com (الإسبانية)